# 롯데샌드
롯데샌드는 1977년 롯데웰푸드에서 출시한 과자이다. 오리지널인 파인애플, 멀티그레인땅콩, 깜뜨, 딸기, 그릭요거트, 녹차가 현재 판매되고 있다.